# ブロス (イギリスのバンド)

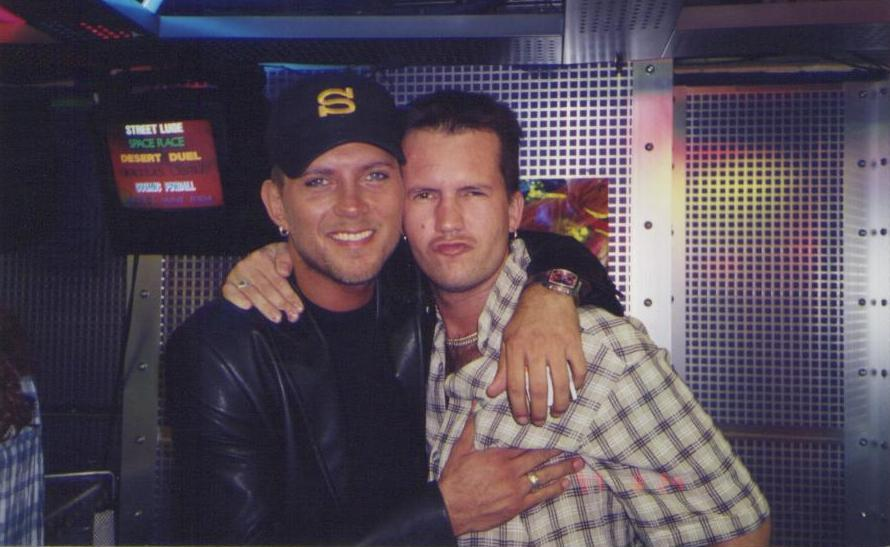
Rob Ferguson と　マット・ゴス

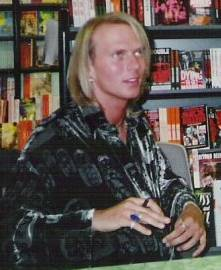
ルーク・ゴス(1993)

ブロス（Bros）は、1987年から1992年まで活躍したイギリスの人気美形バンド。「ブロセッツ」と呼ばれる熱狂的なファンがいた。

## 経歴
ブロスは、1986年にイングランドのサリー州キャンバリーで結成されたバンドである。双子の兄弟マット・ゴスとルーク・ゴス、およびキャンバリーのコーリングウッド・スクールに通っていた友人のクレイグ・ローガンで構成されていた。バンドは、元ペット・ショップ・ボーイズのマネージャー、トム・ワトキンス(en:Tom Watkins (music manager))によってマネージメントされた。彼らは、1988年に「アイ・オウ・ユー・ナッシング」「フェイマス」などの曲で世界的なチャートでの成功と大規模な10代のファンベースを獲得した。
1989年初頭、ローガンがバンドを脱退し、双子のゴス兄弟のみのグループとなる。セカンド・アルバム『ザ・タイム』もヒット。日本でもオリコン洋楽アルバムチャートで1989年11月6日付の1位を獲得するなどビートルズやベイ・シティ・ローラーズ以来のアイドルと期待され人気があった。東京の両国国技館でのコンサートも成功。スクーターヤマハ・ジョグのコマーシャルでもおなじみとなった。
1991年サード・アルバム『チェンジング・フェイセス』を発売。これが思うように売れず2人は借金を抱えた。
アメリカでは同じCBSに所属する大スターのマイケル・ジャクソンに似ているとされ､本格的に売り出してもらえなかった。音楽的には非常に優れていたが1992年に解散。
2017年8月にローガンを除く2人で30周年記念公演をロンドンとマンチェスターで行った。

## メンバー
ルーク・ゴス（Luke Goss、1968年 - ）
ドラム担当。ルイシャム生まれ。解散後、舞台での演技が認められ2002年のアメリカ映画『ブレイド2』に助演後、『フランケンシュタイン』、『モンスター/COLD＆DARK』、『ブリティッシュ・ギャングスター』といった映画に主演する等、俳優として活躍。結婚し子供が一人いる。
マット・ゴス（Matt Goss、1968年 - ）
ボーカル担当。ルークと双子。解散後はソロ・シンガーとしてアメリカで活動している。ラスベガス在住。
クレイグ・ローガン（Craig Logan、1969年 - ）
ベース担当。サリー州キャンバリー出身。10歳でギターを始め、高校のバンドでベースを担当していたところ同じ高校に通う金髪の双子のゴス兄弟に誘われ、ブロスを結成。デビュー翌年、慢性疲労症候群で倒れ、入院中にバンド脱退を決意、それにより6つの訴訟を起こされたがすべてに勝訴し、王立音楽大学でピアノを学ぶ。曲作りを始め、入院中に知り合ったメル&キムのキムの楽曲制作に参加、「Don't Worry」をヒットさせる。その後、EMIの国際市場管理に3年間携わり、ポール・マッカートニーやティナ・ターナーらを担当し、EMI退社後、ジャネット・ジャクソンやオリビア・ニュートンジョンなどを育てたことで知られるオーストラリア人マネージャーのロジャー・デイヴィーズと組んでP!NKを担当。その後、ソニーBMGに移り2006年にRCAのザ・フージアーズやサンディー・トムのマネージャーを務めた。2010年にマネージメント会社ローガン・ミュージック・エンタータインメントを設立し、ロンドンとロサンジェルスで活動している。過去にキムやダニー・ミノーグと交際していたが独身。

## ディスコグラフィ

### スタジオ・アルバム
- 『PUSH』 - Push (1988年)
- 『ザ・タイム』 - The Time (1989年)
- 『チェンジング・フェイセス』 - Changing Faces (1991年)

### コンピレーション・アルバム
- 『ベスト・リミクシーズ』 - The Best Remixes (1991年)
- The Best of Bros (2004年)
- I Owe You Nothing (2011年)
- Bros Gold (2020年)

### シングル
- 「アイ・オウ・ユー・ナッシング」 - "I Owe You Nothing" (1987年)
- 「フェイマス」 - "When Will I Be Famous?" (1987年)
- 「ドロップ・ザ・ボーイ」 - "Drop the Boy" (1988年)
- "I Quit" (1988年)
- 「サイレント・ナイト」 - "Cat Among the Pigeons" / "Silent Night" (1988年)
- 「トゥー・マッチ」 - "Too Much" (1989年)
- 「チョコレート・ボックス」 - "Chocolate Box" (1989年)
- 「シスター」 - "Sister" (1989年)
- 「マッドリー・イン・ラヴ」 - "Madly in Love" (1990年)
- "Are You Mine?" (1991年)
- "Try" (1991年)

### 映像作品
- 『ザ・ビッグ・プッシュ・ツアー』 - The Big Push Tour Live (1988年)
- 『ブロス・プッシュ・オーヴァー』 - Push Over (1989年)
- The Big Picture (2004年)

## 日本での主なテレビ出演
- 夜のヒットスタジオDELUXE（フジテレビ、1988年7月20日放送）来日してスタジオ生出演した。